# دينيسي ويست
دينيسي ويست (بالإنجليزية: Dean West)‏ (5 ديسمبر 1972 في المملكة المتحدة - ) هو لاعب كرة قدم بريطاني في مركز الدفاع. لعب مع نادي بوري ونادي بيرنلي وStamford A.F.C. ‏ ولينكولن سيتي أف سي ونادي كينغز لين ونادي كوربي تاون وLincoln Moorlands Railway A.F.C. ‏ ونادي بوسطن يونايتد.

## وصلات خارجية
- دينيسي ويست على موقع قاعدة بيانات كرة القدم.إي يو (الإنجليزية)
- دينيسي ويست على موقع Soccerbase.com (لاعب) (الإنجليزية)